# Лиутпранд (Беневенто)
Вижте пояснителната страница за други личности с името Лиутпранд.
Лиутпранд (на италиански: Liutprand; * 740; † 758) е лангобардски херцог на Херцогство Беневенто (751 – 758).

## Биография
Лиутпранд е син на dux Гизулф II на Беневенто и неговата съпруга Скауниперга. След смъртта на Гизулф през 751 г. Лиутпранд е негов наследник и майка му Сцауниперга поема регентството до 756 г.
През 758 г. лангобардският крал Дезидерий завладява дукат Сполето и затваря dux Албоин. Dux Лиутпранд от Беневенто бяга във византиниския Отранто и Дезидерий поставя своят зет Аричис II на неговото място. Съдбата на Лиутпранд след това не е известна.